# Дивність
Ди́вність (позначається S, від англ. strange) — ароматне квантове число, властиве для елементарних частинок що містять у своєму складі дивний кварк. За конвенцією, дивний кварк має дивність {\displaystyle -1}, тоді як антикварк має дивність {\displaystyle +1}.
Частинки, які мають відмінну від нуля дивність, називаються дивними. Приклади: K0, {\displaystyle \Lambda ^{0}}. Про частинки, які містять в собі один дивний кварк і один антикварк, кажуть що вони мають приховану дивність.
Дивність зберігається при сильній взаємодії і при електромагнітній взаємодії. Дивність не зберігається при слабкій взаємодії.
Поняття дивність ввели Мюрей Гел-Ман і Кадзухіко Нісідзіма. 